# ヨシモトファンダンゴTV
ヨシモトファンダンゴTV（ヨシモトファンダンゴテレビ）は、吉本興業系列会社のよしもとファンダンゴが運営していた日本のお笑い専門チャンネル。スカパー!と一部のケーブルテレビで放送されていた。

## 概要
2000年12月開局。当初は番組ソフトが少なく未整備であったこともあり、教養・各種学問、講座番組を中心に放送する「教養チャンネル」の分野で開局。開局当初は山崎邦正（現：月亭方正）が校長を務め、イベントの司会などを行っていた。その後、ルミネtheよしもとのオープンなどに伴うお笑い番組ソフトの充実化が進むにつれ次第に方向転換していき、開局後約1年してから「お笑い専門チャンネル」にリニューアルされた。
放送内容はオリジナルのバラエティ番組、劇場中継（ルミネtheよしもと・うめだ花月・baseよしもと、若手芸人の単独ライブ等）、かつて地上波で放送された吉本興業が製作に携わったバラエティ番組の再放送など。出演者はほとんどが吉本興業所属の芸人である。さらに2005年からは吉本総合芸能学院（NSC）の通信講座も放送された。インターネットと連動した番組が多いのが特徴。いくつかの番組をインターネットで同時生放送したり、オンデマンド配信（有料・無料）していた。
TOKYO MX・テレビ神奈川などの独立UHF局に番組を販売することもあった。スカイパーフェクTV!での月額視聴料金は525円（税込）だったが、2005年12月から1300円（税込）に値上げし、また多チャンネルパックに含まれなくなり単独チャンネルでの契約が必要となったほか、一部ケーブルテレビのベーシックチャンネルからも外れ、別途オプションで契約しなければならなくなった。
2005年11月28日から、365日5時間の生放送のヨシモト∞を2回の再放送を含めて1日の内の15時間放送し、番組の編成を大幅にリニューアルした。2008年3月31日24:00をもって放送終了。2008年4月1日からYahoo! JAPANと共同で出資したインターネット放送「Y∞Y動画」に移行した。
吉本興業系列としての衛星放送は14年後の2022年3月21日に開局した「BSよしもと」まで待つことになり、それまで地上波再送信の番組や独自制作番組はGAORAが放送することになっていた。

## 放送されていた番組
- ヨシモト∞（2005年11月28日 - 2008年3月31日）

閉局以降もY∞Y動画・よしもと劇場で2008年12月31日まで放送された。
- AGE AGE LIVE
- いただき∞（2006年8月6日 - ）

- 野爆テレビ（2006年2月17日 - 2008年3月）
- 水野キングダム（2006年10月3日 - 2008年3月25日）

閉局以降もTOKYO MXでは2009年9月27日まで放送された。
- 「22」〜西野亮廣アワー〜（2006年12月18日 - 2007年2月19日）
- なかやまきんに君の筋肉留学（2006年11月17日 - ）
- ワイ!ワイ!ワイ!（2003年10月 - 2005年11月25日）
- 〜本人発信バラエティ〜 てっぺん!（2005年4月11日 - 2005年11月25日）
- プリプリプリンス（2005年6月6日 - 2005年11月25日）

毎週月曜 - 金曜 18:00 - 19:00
パナソニックセンター有明スタジオで行われていた公開イベントの生放送。インターネットの無料動画ポータルサイト・casTYでも放送されていた。吉本興業の若手芸人10組が参加。毎週出されるテーマに沿った新ネタのコントやゲームコーナー。
- 木村web堂

レギュラー：木村祐一、原万紀子
視聴者の投稿ネタの紹介など。
- 御影のツボ

レギュラー：高須光聖、板尾創路
吉本興業の芸人たちがリリースするお笑いDVDを紹介する番組。「第3のツボ」という番組名だったが、12回から「御影のツボ」へと番組名を変えリニューアルした。
ゲスト：2丁拳銃、インパルス、千原兄弟、麒麟、フットボールアワー、品川庄司、ロバート、バッファロー吾郎
- baseよしもと中山功太の番組

レギュラー：中山功太
「中山功太の実家の部屋」というタイトルで中山功太の実家の部屋で収録する番組であったが、諸事情により趣旨を変更し、番組タイトルも変更された。
ゲスト：、笑い飯、ミサイルマン、田中上阪、ダイアン、アジアン、ベリー・ベリー、プラスマイナス、若井おさむ、天津、ジャルジャル、ジャンクション
- コーナー

ネタ…baseよしもとで行われた漫才やコントを2組紹介。
ザ･コンテンツショー…携帯サイトでのダウンロード用のコンテンツを作るコーナー。
- ライセンス&森三中の恋はナポリタン（2003年7月 - 2005年5月）
- チハラトーク

千原兄弟のトークライブの収録放送
- プロの半笑い
- ココリコ遠藤章造の「有限会社青天井」
- 上方芸能三国志
- DRF

ダイノジ司会の音楽番組。
- 楽道〜ルミネtheよしもと楽屋中継〜

「ルミネtheよしもと」の楽屋での芸人達のフリートークを放送。
| 第1回  | 木村祐一、水玉れっぷう隊                   |
| 第2回  | 千原靖史、ブラザース                       |
| 第3回  | 次長課長、ルート33                         |
| 第4回  | ガレッジセール、森三中                     |
| 第5回  | ほんこん、ペナルティ                       |
| 第6回  | 東野幸治、三瓶                             |
| 第7回  |                                            |
| 第8回  | 島田珠代、本田みずほ、原万紀子、山根木夏花 |
| 第9回  | ハリガネロック、ダイノジ                   |
| 第10回 | COWCOW、インパルス                         |
| 第11回 |                                            |
| 第12回 | アップダウン、タカアンドトシ               |
| 第13回 | 佐久間一行、ロバート                       |
| 第14回 | 2丁拳銃、ハローバイバイ                    |
| 第15回 | 星田英利(ほっしゃん。)、ライセンス         |
- 大阪吉本新喜劇 IN ルミネ
- 2丁拳銃の拳 (Gu)
- 2丁拳銃の箱入り娘
- 曲者（まがいもの）（2004年8月27日 - ）
- 吉本☆新喜劇の週末
- ルミネ芸人名鑑
- 花月~KAGETSU~
- よしmonoランド
- 芸人山脈
- ホメ倒し掲示板+
- よしもとエジソン
- ぜんじろう 世界に挑戦!
- ヨシもっとワイド!
- オフ×オフ

### 特別番組
- 29時間生TV 無料放送で吉本芸人大解放スペシャル（2006年11月4日）
  - イス1-グランプリ
  - 次長課長のミニコント図鑑
- 写術

木村祐一による写真を使ったお笑いライブの収録放送。
- DVD発売記念特別番組〜FUJIWARA〜（2007年3月7日）
- LIVE STAND 07（2007年4月28日 - 4月30日）
- 2丁拳銃アルバム発売記念〜“コムロきどり”祭り〜（2007年2月5日）

### 他局制作
- 大阪フジワラリゾート（テレビ大阪）
- 韓流ネタバラエティ ウッチャッサ!（SBS (韓国)）
- メッセ弾（テレビ大阪）
- よしもとサンサンTV（サンテレビ）
- 吉本超合金（テレビ大阪）
- 吉本超合金F（テレビ大阪）
- 吉本超合金K・ケンコバ大王（テレビ大阪）
- マンブー（TBS）
- まぶたち!!（TBS）

## 視聴方法
- スカイパーフェクTV! 284チャンネル
- ケーブルテレビ局・多数